# Фернан-Жуаниш
Фернан-Жуаниш (порт. Fernão Joanes) — район (фрегезия) в Португалии, входит в округ Гуарда. Является составной частью муниципалитета Гуарда. По старому административному делению входил в провинцию Бейра-Алта. Входит в экономико-статистический субрегион Бейра-Интериор-Норте, который входит в Центральный регион. Население составляет 333 человека на 2001 год. Занимает площадь 23,05 км².